# 卷边花楸
卷边花楸（学名：Sorbus insignis）是蔷薇科花楸属的植物。分布在缅甸、锡金、印度以及中国大陆的西藏等地，生长于海拔2,500米至3,500米的地区，目前尚未由人工引种栽培。